# Thomas Patten
Thomas Patten (Dumha Éige, Acaill, comtat de Mayo, 1910 - Boadilla del Monte, 16/17 de desembre de 1936) fou un militant socialista irlandès que va lluitar com a voluntari en la guerra civil espanyola. Va néixer en l'actual gaeltacht de Dumha Éige, a l'illa d'Acaill, al comtat de Mayo, en una família de catorze germans on el gaèlic irlandès era la seva llengua materna. Patten va emigrar a Anglaterra quan era adolescent i treballà a Blackpool i Londres. A Londres va involucrar-se en el Republican Congress, grup socialista i republicà. L'octubre de 1936, després de l'esclat de la guerra civil espanyola, Patten va marxar d'Anglaterra cap a Espanya pel seu compte, qun s'assabentà de la formació de les Brigades Internacionals. Després d'arribar a Madrid s'allistà en la milícia per a ajudar en la defensa de la ciutat contra els facciosos durant la batalla de Madrid. Fou mort a Boadilla del Monte la nit del 16 al 17 de desembre de 1936, la primera persona morta de la Grab Bretanya i el primer irlandès dels 74 que van morir durant el conflicte.
Peadar O'Donnell va dedicar les seves memòries de la guerra, Salud!, a "a young Achill boy". Al seu poble nadiu de Dumha Éige li van aixecar un monument el 1984. Christy Moore esmena Patten en la seva cançó Viva la Quinta Brigada